# Stadio Volodymyr Bojko
Lo stadio Volodymyr Bojko (in ucraino Стадіон імені Володимира Бойка?, Stadion imeni Volodymyra Bojka) è un impianto sportivo multifunzione ucraino di Mariupol'.
Costruito nel 1956 in epoca sovietica come Novator e, successivamente, ribattezzato Il'ičëvec (in russo Ильичёвец?), è intitolato dal 2018 a Volodymyr Bojko, figura di spicco della città. Ha subito bombardamenti durante la guerra russo-ucraina.

## Storia
È stato costruito nel 1956 con il nome Novator. Dopo la ricostruzione del 2001 la struttura è stata regolata agli standard richiesti di UEFA e FIFA: da quel momento ha una capacità di 12 680 spettatori, di cui 8 605 posto sono coperti.
Il 22 marzo 2009 ha ospitato la partita di rugby tra Russia e Georgia valevole per il Campionato europeo di rugby 2008-10. L'incontro si giocò eccezionalmente a Mariupol a causa delle tensioni tra i due paesi duvute alla guerra in Ossezia del Sud.
Nel febbraio 2018 l'impianto viene intitolato a Volodymyr Bojko, uomo politico nonché ex presidente del Mariupol'.
Questo stadio ha inoltre ospitato alcune gare del Campionato europeo di calcio Under-19 2009.